# Tujunga Wash
Der Tujunga Wash ist ein Fließgewässer im Los Angeles County in Kalifornien. Der Tujunga Wash entsteht durch den Zusammenfluss des Big Tujunga Creek, der in Ost-West-Richtung aus den San Gabriel Mountains zufließt, und dem von Norden aus den San Gabriel Mountains zufließenden Little Tujunga Wash. Der Zusammenfluss ist unmittelbar bevor der Tujunga Wash in das Becken des Hansen Dam im Norden des San Fernando Valley einfließt. Ab dem Staudamm fließt der Tujunga Wash in meist südlicher Richtung durch das San Fernando Vally, bevor er in Studio City in den Los Angeles River fließt. Der wichtigste Zufluss ist der Pacoima Wash.

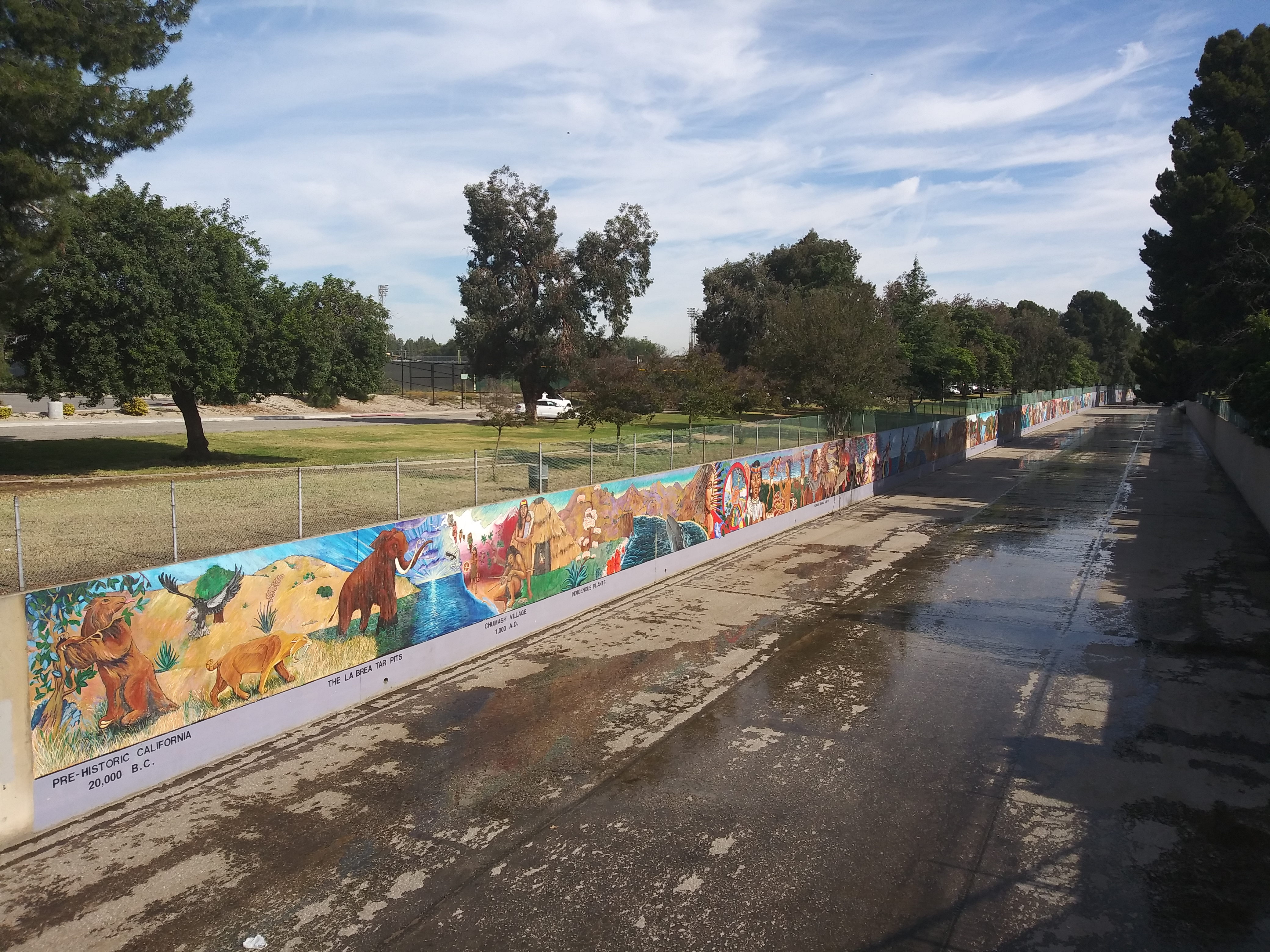
Tujunga Wash am Burbank Boulevard, Blick nach Norden. Links Der Great Wall of Los Angeles.

Zwischen Vanowen Street und Oxnard Street ist der Tujunga Wash renaturiert und mit einem Wanderpfad, dem Tujunga Wash Greenway versehen. Südlich schließt sich der Great Wall of Los Angeles an, ein etwa 800 m langes Wandbild, das auf die Betonwand des Flutbeckens des Tujunga Wash aufgetragen ist. Kurz vor der Mündung in Studio City begrenzt der Tujunga Wash den Moorpark Park.
Der Name Tujunga leitet sich von dem Namen einer Siedlung der Tongva ab. In dieser Indianer-Sprache bedeutete Tuhuunga „Ort der alten Frau“.